# Adalbert Geheeb
Adalbert Geheeb  (Geisa, 21 de março de 1842 – 13 de setembro de 1909) foi um botânico alemão, especialista em briofitas.

## Vida
Em 1864-65 estudou farmácia em Jena.  Até 1892, ele atuou como farmacêutico em sua cidade natal, Geisa, depois trabalhou como estudioso particular em Freiburg im Breisgau. Ele foi membro correspondente da Royal Botanic Society de Londres e co-fundador do Rhön Club em Gersfeld.
Em 1909, seu herbário continha 50 000 itens representando 1 300 espécies. Ele foi o autor de mais de 50 artigos científicos sobre musgos. O gênero Geheebia é nomeado após ele, assim como as espécies com o epíteto de geheebii, um exemplo sendo Brachythecium geheebii.

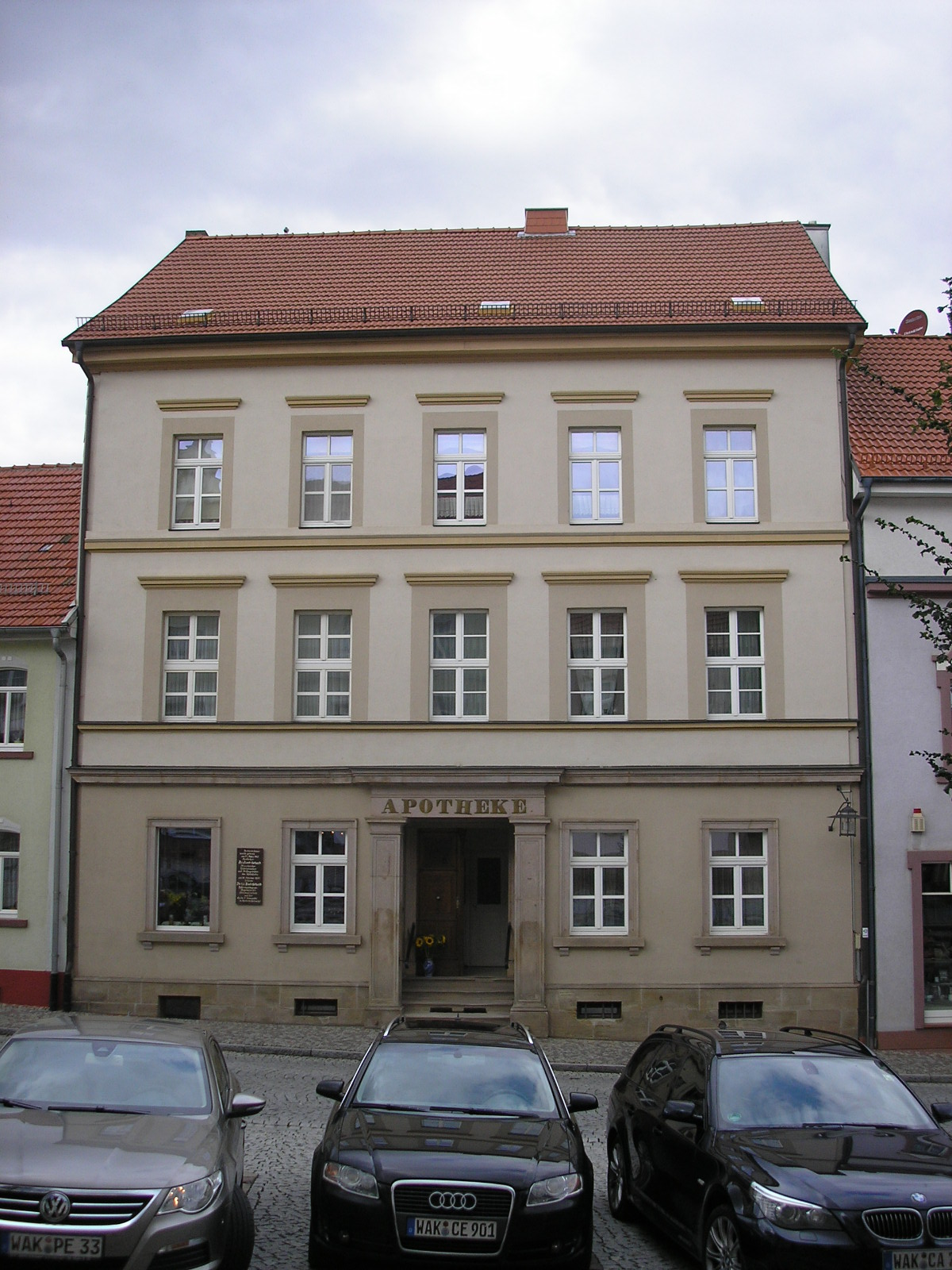
Apotheke Geheeb in Geisa

## Publicações
- 1864: Die Laubmoose des Cantons Aargau, mit besonderer Berücksichtigung der geognostischen Verhältnisse und der Phanorogamen-Flora. Aarau, Sauerländer.
- 1886: Ein Blick in die Flora des Dovrefjeld. Cassel.
- 1889: Neue Beiträge zur Moosflora von Neu-Guinea. Cassel, Fischer.
- 1898: Weitere Beiträge zur Moosflora von Neu-Guinea.
  - I. Ueber die Laubmoose, welche Dr. O. Beccari in den Jahren 1872-73 und 1875 auf Neu-Guinea, besonders dem Arfak-Gebirge sammelte.
  - II. Ueber einige Moose vom westlichen Borneo. Stuttgart, Nägele.
- 1901: Die Milseburg im Rhöngebirge und ihre Moosflora. Ein Beitrag zur Kenntniss der Laubmoose dieses Berges. Fulda, Uth.
- 1904: Meine Erinnerungen an große Naturforscher. Selbsterlebtes und Nacherzähltes. Eisenach, Kahle.
- 1910: Bryologia atlantica. Die Laubmoose der atlantischen Inseln (unter Ausschluss der europäischen und arktischen Gebiete. Stuttgart.